# Bratt (från Brattfors)
Bratt från Brattfors är en svensk släkt från Värmland.

## Historiek
I likhet med övriga värmlandska Brattsläkter anser sig denna släkt stamma tillbaka på väpnaren Nils Brath, som adlades av Karl Knutsson 1456.
Enligt släkttraditionen skall Nils Jönsson Bratt till Höglunda ha haft en son Anders Nilsson Bratt. Denne skall ha varit far till en handelsman i Brätte Anders Andersson. Denne var i sin tur far till Anders Andersson Bånge, som senare köpte Brattfors bruk, och därefter tog sig namnet Bratt.
Släkten sökte vid 1896 års adelsmöte introduktion på riddarhuset med hänvising till sin härstamming på adliga ätten Bratt från Höglunda, men ansökan avslogs med hänvisning till bristande bevisning.
En annan son Sven Bånge (använde moderns familjenamn) tillfångatogs vid slaget vid Leipzig 1642, men återkom till Helsingborg 1644 där han dog.
Anders Andersson Bratts (III) son Lars Bratt, brukspatron i Filipstad, d 1690, hade sonen  Jonas (1683-1737), överkrigskommissarie och brukspatron på Rottneros. Jonas hade sonen Lars Gustaf (1731-91), lagman och godsägare i Värmland. Han hade sönerna Lars Gustaf, Göran och Christian, från vilka tre grenar härstammar – se Svenska släktkalendern 2010. En halvbror till Lars Gustaf (den äldre), Henric Bratt den äldre (1725-1779), som var brukspatron på Rottneros och Öjervik, hade bland andra sonen Henric Bratt d.y. (1758-1821) militär och violinist.
Andra kända släktmedlemmar är motbokens skapare Ivan Bratt, journalisten bakom IB-avslöjandet Peter Bratt, Drakens skapare Erik Bratt, översten och idrottsmannen Lars Bratt samt ingenjören (Lex Bratt) Ingvar Bratt.
Brattska släktföreningen bildades 1916.

## Stamtavla (i urval)
- Anders Andersson, stadsskrivare
  - Anders Andersson Bratt (död 1677), brukspatron, gift med Ingrid, dotter till Joen Larsson (stamfader för släkten Ekman från Göteborg) och Anna Bratt af Höglunda
    - Lars Bratt (död 1690), brukspatron och rådman
      - Jonas Bratt (1683–1737), auditör hos Karl XII
        - Henric Bratt den äldre (1725–1779), brukspatron
          - Henric Bratt den yngre (1758–1821), militär och violinist

        - Lars Gustaf Bratt (1731–1791), lagman, hovsekreterare
          - Lars Gustaf Bratt (1758–1812), vice häradshövding, godsägare – stamfader för FÖRSTA GRENEN
            - Christian Bratt (1794–1861), kronofogde
              - Lars Gustaf Bratt (1824–1898), handlande och riksdagsman
                - Hjalmar Bratt (1861–1943), chefredaktör
                  - Nils Bratt (1893–1986), direktör
                    - Carsten Bratt (1924-2017), direktör, ryttmästare
                      - Lisen Bratt Fredricson (född 1976), tävlingsryttare, gift med Peder Fredricson, tävlingsryttare

                    - Anders Bratt (född 1933), företagsledare

                  - Henrik Bratt (1900–1963), försäkringstjänsteman
                    - Hans Bratt (född 1936), bankdirektör
                      - Cajsa Bratt (född 1965), formgivare
                        - Alva Bratt (född 1998), skådespelare

          - Göran Bratt (1761–1817), rådman, brukspatron – stamfader för ANDRA GRENEN
          - Christian Bratt (1766–1828), fänrik och brukspatron – stamfader för TREDJE GRENEN
            - Christian Bratt (1804–1865), kapten och godsägare
              - Christian Bratt (1838–1916), major

            - Johan Gustaf Bratt (1807–1877), rådman
              - John Christian Bratt (1838–1916), överste
                - Hanna Bratt (1874–1959), lärare, rektor och skriftställare

              - Axel Bratt (1841–1912), hovrättsråd
                - Ivan Bratt (1878–1956), läkare, politiker, entreprenör
                  - Lennart Bratt (1903–2001), direktör
                    - Peter Bratt (född 1944), journalist

                - Gunnar Bratt (1892–1972), tjänsteman
                  - Hans Bratt (1924–1993), direktör, traktör

              - Iwan Bratt (1846–1916), kapten
                - Elis Bratt (1876–1943), slottspastor
                  - Karl Elis Bratt (1907–1998), kyrkoherde
                    - Ingvar Bratt (född 1942), civilingenjör

                - Iwan Bratt (1881–1946), läkare
                - Olof Bratt (1884–1965), stadsläkare
                  - Lars Bratt (1914–2008), officer och idrottsman
                  - Erik Bratt (1916–2010), ingenjör

                - Ingrid Bratt (1886–1972), gift med Arre Essén, arkitekt
                  - Ulla Essén (1915–2011), gift med Esbjörn Ulfsäter, direktör

                - Karl Axel Bratt (1890–1944), ekonomidirektör
                  - Christian Bratt (1923–1966), skådespelare
                    - Dan Bratt (född 1956), skådespelare, gift med Louise Hoffsten, sångerska

            - Carl Mauritz Bratt (1815–1880), kapten
              - Claës Bratt (1844–1937), överste
                - Gösta Bratt (1877–1952), överste
                - Karl Axel Bratt (1882–1958), överste
                  - Ingemar Bratt (1909–1984), överste

                - Helmer Bratt (1886–1971), general

              - Adolf Bratt (1849–1934), grosshandlare, generalkonsul
                - Arnold Bratt (1888–1930), köpman, vicekonsul